# Géraud Christophe Michel Duroc, duc de Frioul

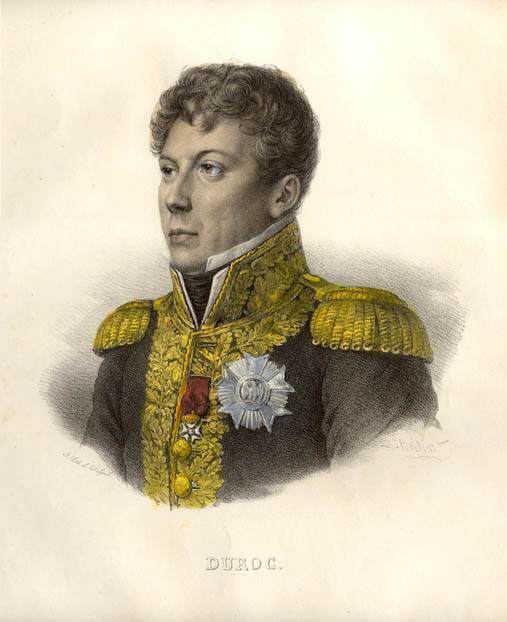
Géraud Christophe Michel Duroc, Herzog von Friaul

Géraud Christophe Michel Duroc, duc de Frioul (eigentlich Géraud Christophe de Michel, chevalier du Roc; * 25. Oktober 1772 in Pont-à-Mousson; † 23. Mai 1813 gefallen in Markersdorf bei Görlitz) war ein französischer Général de division und Diplomat, seit 1804 Grand maréchal du palais (entspricht einem Oberhofmarschall). Duroc war Napoleons Adjutant  und einer seiner engsten Vertrauten.

## Leben

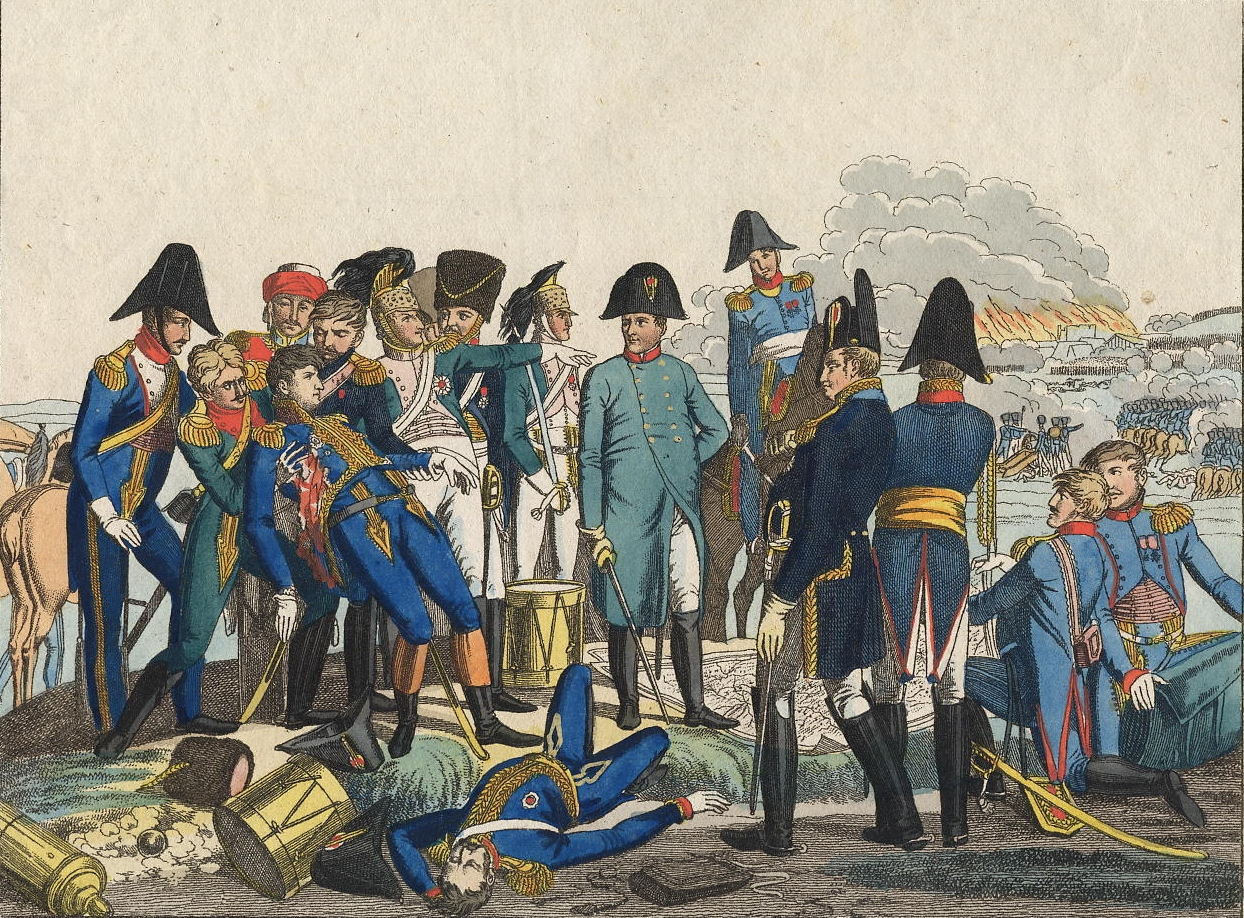
Der Tod des Großmarschalls Duroc, Herzogs von Friaul, bei Hochkirchen den 22. Mai 1813.

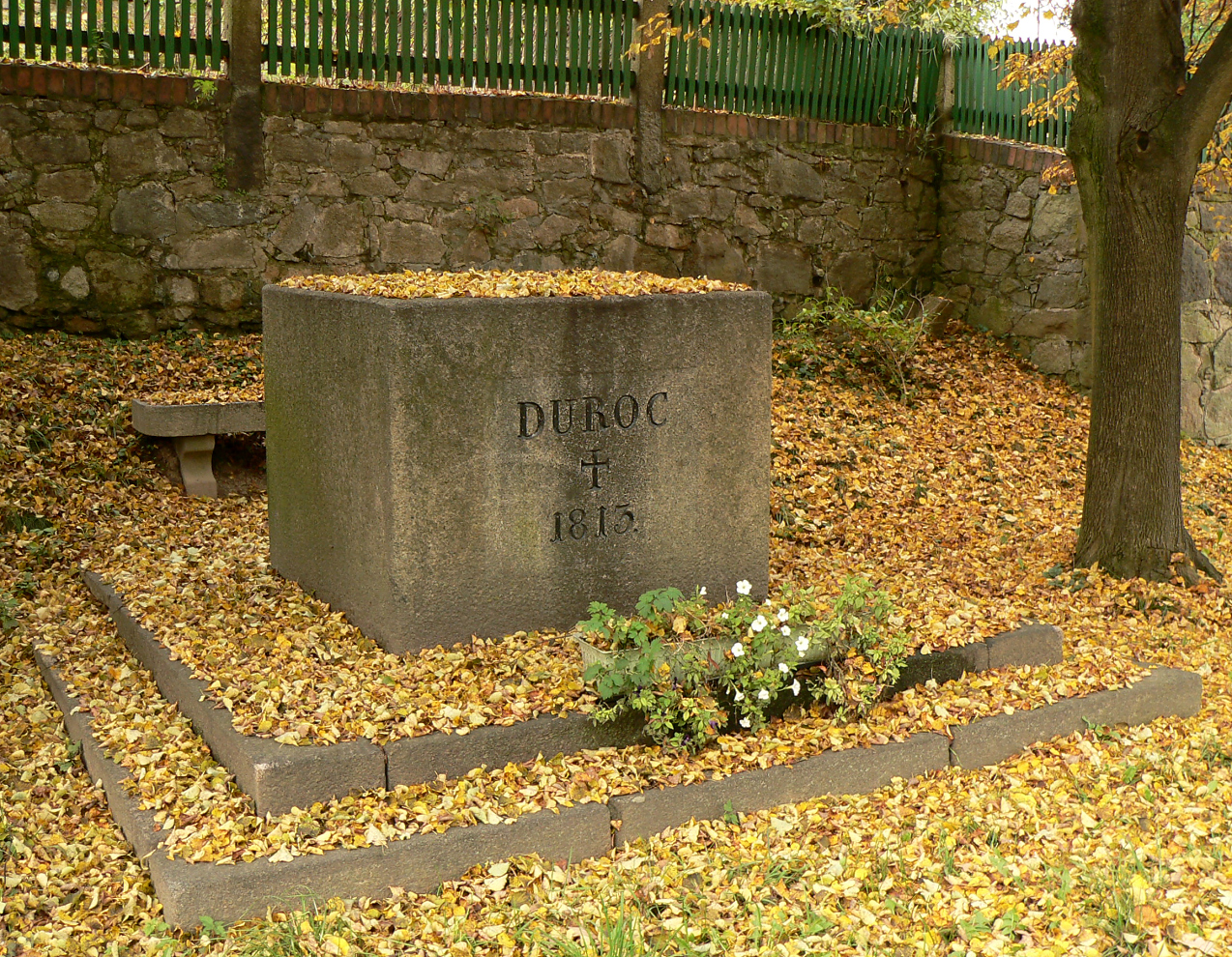
Denkmal für Marschall Duroc in Markersdorf

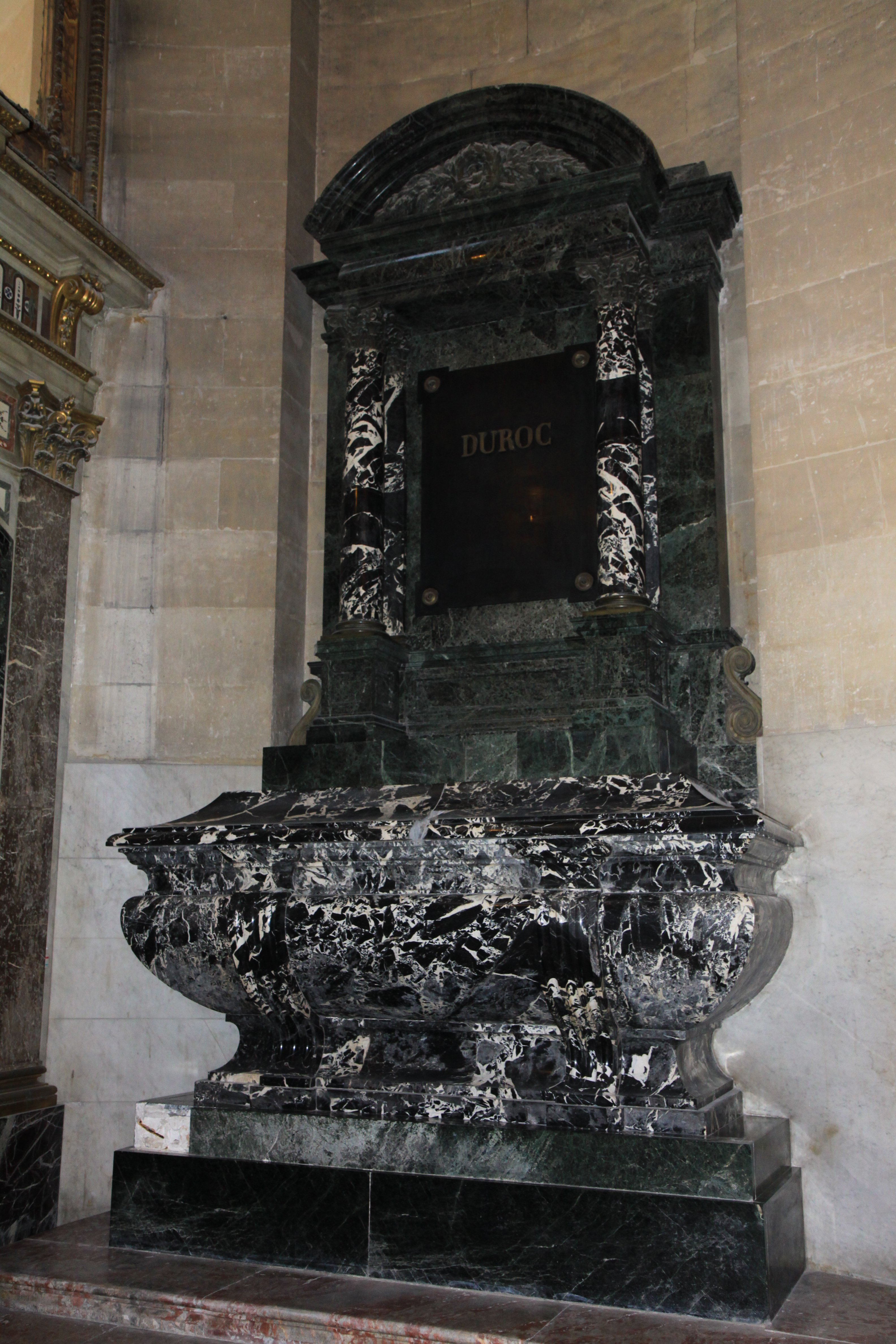
Grabmal Durocs im Invalidendom in Paris

Duroc war der Sohn eines Offiziers und stammte aus einer altadeligen Familie. Er wurde in militärischen Einrichtungen in seiner Heimatstadt erzogen und besuchte dann die Artillerieschule in Châlons-sur-Marne. Beim Ausbruch der Revolution wanderte er nach Deutschland aus, kehrte aber bald wieder nach Frankreich zurück. Er wurde 1793 zum Sous-lieutenant (Artillerie), wie Napoleon Bonaparte, im 4. Regiment, befördert und stieg stetig auf. 1796 wurde er als Capitaine Napoleons Adjutant bei der italienischen Armee und zeichnete sich während der Italienfeldzüge 1796 bis 1797 u. a. bei der Schlacht von Bassano und bei Gradisca aus. Beim Übergang über den Isonzo im März 1797, wo er eine schwere Verwundung erlitt, wurde er von Napoleon zum Chef de bataillon befördert.
Er zeichnete sich im ägyptischen Feldzug, besonders bei Salehieh und beim Sturm auf Jaffa, aus und wurde bei Abukir erneut schwer verwundet. Nach seiner Rückkehr zum Chef de brigade befördert, half er am 18. Brumaire, das Direktorium zu stürzen. Nach Marengo wurde er auf diplomatische Missionen nach Wien, Sankt Petersburg, Stockholm und Kopenhagen geschickt, um das Interesse des Ersten Konsuls zu vertreten, wofür ihn dieser 1803 zum Général de division beförderte und nach seiner Thronbesteigung 1804 zum Grand maréchal du palais ernannte.
Als Gouverneur du Palais impérial, Grand Officier de la Maison de l'Empereur, Grand Maréchal du Palais war er verantwortlich für die persönliche Sicherheit Napoleons, in Frankreich oder auf den Feldzügen, und kümmerte sich um jedes Detail des kaiserlichen Haushalts.

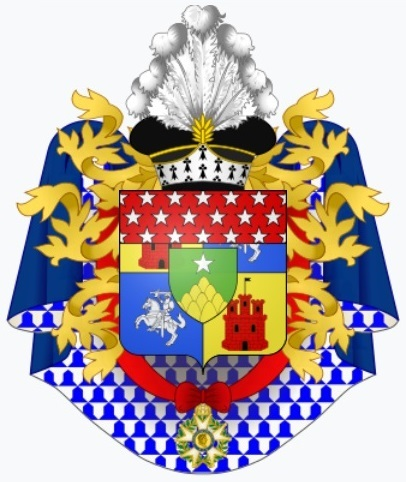
Wappen Durocs als Herzog von Friaul

1805 kommandierte er bei Austerlitz während der Abwesenheit Oudinots das Grenadierkorps, schloss nach der Schlacht bei Jena und Auerstedt den Frieden mit Sachsen und 1807 nach der Schlacht bei Friedland den Waffenstillstand, der dem Tilsiter Frieden voranging, worauf er im napoleonischen Adel (noblesse impériale) zum Herzog von Friaul erhoben wurde (1808). Duroc war maßgeblich an den Verträgen von Fontainebleau und von Bayonne (1807–08), die die französische Intervention in Spanien regelten, beteiligt. In der Schlacht bei Aspern kommandierte er die Reserveartillerie auf der Insel Lobau, unterhandelte nach der Schlacht bei Znaim den Znaimer Waffenstillstand, begleitete 1812 den aus Russland fliehenden Kaiser nach Frankreich und leitete hier die Reorganisation der kaiserlichen Garden. Nach dem Russlandfeldzug wurde er 1813 zum Senator ernannt.
In einem Rückzugsgefecht bei Markersdorf nach der Bautzener Schlacht erlitt er in Begleitung Napoleons eine von der damaligen Medizin nicht beherrschbare Verwundung (eine Kanonenkugel riss ihm den Unterleib auf) und starb in einem nahegelegenen Bauernhaus am 23. Mai 1813. Napoleon kaufte das Gehöft und errichtete Duroc dort ein Denkmal. Außerdem verfügte er die Überführung der sterblichen Überreste Durocs in den Invalidendom, was aber erst 1847 geschehen konnte.
Duroc war Napoleons intimster Vertrauter und fast stets in seiner Begleitung. Sein edler Charakter, seine Liebenswürdigkeit und treue Anhänglichkeit wurden auch vom Kaiser anerkannt und durch dessen vollstes Vertrauen erwidert. Duroc übte oft einen mäßigenden und vermittelnden Einfluss auf ihn aus. Napoleon war von Durocs Tod tief getroffen. Wie sehr er die treuen Dienste seines Generals schätzte zeigte sich noch Jahre später, als er auf St. Helena Durocs Tochter mit einem ansehnlichen Legat (100.000 Francs) bedachte. Sein Nachfolger als Grand maréchal du palais wurde Henri-Gatien Bertrand.

## Zeugnis
Napoleon urteilte auf Sankt Helena über Duroc:

« Son service était exact et régulier; ce n'était que lorsque ma journée était entièrement close et finie, quand je me reposais déjà, que la sienne commençait. Duroc était pur, moral, tout à fait désintéressé pour recevoir, extrêmement généreux pour donner. »

„Sein Dienst war pünktlich und gewissenhaft: Wenn mein Tag beendet war und ich mich schon erholte, fing der seine erst richtig an. Duroc war von edlem und moralischem Charakter, vollkommen uninteressiert am Nehmen, vollkommen begeistert im Geben.“

## Ehrungen
Sein Name ist am Triumphbogen in Paris in der 15. Spalte eingetragen.
In Markersdorf, dem Ort seines Todes, wurde ein Hotel nach ihm benannt.
In Paris ist nach ihm eine Straße sowie eine Métrostation benannt.
Der preußische König Friedrich Wilhelm III. verlieh ihm am 7. April 1805 den Schwarzen Adler-Orden.